# Cid (lexicografía)
Cid, sidi o sid es una palabra de origen árabe que significa 'señor' y que se dio como tratamiento a los señores de ciertos Estados dependientes de un rey (como los régulos de las taifas en al-Ándalus), y también a los gobernadores de provincia de los almorávides y almohades.
Se daba asimismo ese título a los descendientes de Abd-el-Mumen, según parece por el origen alida atribuido al fundador del imperio por haberse llamado cides Hacen y Hucein, hijos de Alí Ibn Abi Talib, caballero principal del Islam. Hucein era llamado el Cid del rostro tapado, porque nunca se levantaba el velo o litsam.
En el caso del apelativo que se le dio a Rodrigo Díaz el Campeador, proviene del árabe andalusí سيد (sīd, síd), 'señor'. Aunque se conjetura que pudieron usarlo sus contemporáneos zaragozanos o valencianos musulmanes, como fórmula de tratamiento a su caudillo militar o mandatario político (señor, príncipe), el sobrenombre de «Cid» se documenta por vez primera en el Poema de Almería (1147), casi medio siglo tras su muerte, a diferencia del de «Campeador» (vencedor o guerrero en batallas campales), que sí se encuentra en diplomas firmados por el propio Rodrigo Díaz: 

Ipse Rodericus, Meo Cidi saepe vocatus
de quo cantatur quod ab hostibus haud superatur [...]
El mismo Rodrigo, a menudo llamado Mio Cid,
de quien se canta que nunca fue vencido por sus enemigos [...]
Poema de Almería, 1147

Por lo dicho, mio Cid sería un híbrido que antepone al sīd, síd ('señor') o sīdi, sídi ('mi señor') —que se utilizaba como tratamiento de respeto entre los musulmanes y mozárabes de al-Ándalus—, el posesivo en lengua romance «mio», que se pronunciaba como monosílabo, con diptongo, y era palabra seguramente átona en posición proclítica. Está bien documentado que el tratamiento mio Cid se aplicó a señores cristianos, y en los siglos XI y XII «cid» no se aplicó en exclusiva al Campeador, hasta el punto de que todavía la Crónica del Cid (f. 8) demuestra que en la Castilla del siglo XIV se mantenía el conocimiento de que «cid» significaba 'señor'. Es posible que quienes le aplicaran a Rodrigo Díaz este tratamiento fueran los mozárabes de Valencia —que denominaban a su obispo çáed almatrán < (as-)sayyid al-maṭrān ('señor metropolitano', 'monseñor el arzobispo')—, aunque las malas relaciones entre el Cid y los mozárabes de Valencia debilitan esta hipótesis; lo más seguro, por tanto, es que fueran los hombres de la mesnada de Rodrigo Díaz quienes usaran el tratamiento de «cid» ('señor'), como fórmula de respeto a su caudillo. El tratamiento sería usado por sus vasallos de Valencia y lo conocería el monasterio de San Pedro de Cardeña tras ser trasladados allí sus restos por su viuda Jimena Díaz en 1102, desde donde se difundiría, a través de la leyenda que en torno al Cid se generó en este cenobio (que daría a la pervivencia del tratamiento un origen burgalés), a Castilla y posteriormente a León, Navarra y a toda la península, como atestigua su primera mención en el castellano o leonés Poema de Almería (h. 1148). En cuanto a la combinación «Cid Campeador», aparece documentada por vez primera hacia 1200 en el navarro-aragonés Linaje de Rodrigo Díaz (bajo la fórmula «mio Cit el Campiador»), que forma parte del Liber regum, y en el Cantar de mio Cid. En el Linaje el tratamiento de «mio Cid» ya se ha convertido en apelativo, casi con carácter oficial, con el fin de legitimar la monarquía Navarra (como señala Georges Martin [1993]) con un ancestro tan honroso como el Campeador, puesto que el rey de Pamplona García Ramírez el Restaurador era hijo de Cristina Rodríguez, la hija del héroe castellano, y por tanto nieto de Rodrigo Díaz.